# 田中圭一 (漫画家)
田中 圭一（たなか けいいち、1962年5月4日 - ）は、日本の漫画家、会社員、実業家。株式会社BookLiveマーケティング本部マーケティング部クリエイティブチーム所属。
デビュー当時よりサラリーマンと漫画家の兼業であり、2014年には京都精華大学特任准教授に就任し、マンガ学科にてギャグマンガコースの講義を担当する。

## 来歴

### 生い立ち
1962年5月4日生まれ、大阪府枚方市出身。枚方市立津田中学校を経て、大阪府立長尾高等学校に入学する。高校時代、17歳のとき漫画研究会に入り、友人とギャグ映画を作る。近畿大学に進学し、法学部にて学んだ。大学在学中の1983年、小池一夫劇画村塾神戸教室に第一期生として入学。翌1984年、『ミスターカワード』（『コミック劇画村塾』掲載）で漫画家デビュー。1986年開始の『ドクター秩父山』（『コミック劇画村塾』連載）がアニメ化されるなどの人気を得る。

### 会社員として
大学卒業後はタカラに就職。営業本部に所属し大阪支店で係長などを務めた。『週刊少年サンデー』にも不定期で『昆虫物語ピースケの冒険』（1989年-1991年）を連載した。1994年までにタカラを退職。その後は精力的に漫画を発表するようになる。1996年にアートディンクに入社し、開発部の部長などを務めた。その間も「二足のわらじを履き」会社の仕事をしつつ商業漫画を描き続けた。さらにセルシスに移り、営業企画部にてプランナーを務めた。なお、アートディンク在籍中に素材を組み合わせるだけで漫画が描けるツールの発想を思いつき、セルシスにてComicStudioへの機能搭載の提案をしたものの受け入れられなかった事を機に退社、間を置かずウェブテクノロジ・コムに転職している。ウェブテクノロジ・コムでは取締役の一人として名を連ねるとともに、企画営業グループの部長を兼務した。ゲームソフト開発ツールの販売責任者を務め、同社ソフトのマニュアルイラストも描いた。2008年から田中のプロデュースで漫画作成ソフトの製作に着手。2010年12月『コミPo!』のの発売に至るも2012年8月末にウェブテクノロジ・コムを退職、株式会社BookLiveに転職し現在に至る。

## 人物
うつ病
長らくうつ病を患っており、2000年春頃から精神的不調で投薬治療を開始した。寛解に至るまでの体験を基に2014年、自身のうつ症状を振り返った作品『うつヌケ〜うつトンネルを抜けた人たち〜』（文芸カドカワ）を連載。2017年1月19日にKADOKAWAより書籍化。同年11月、ユーキャン新語・流行語大賞に「うつヌケ」がノミネートされる。2018年5月、ココリコの田中直樹主演で実写ドラマ化されることが発表された。2018年、第22回手塚治虫文化賞「マンガ大賞」の最終候補作（10作品）に、『うつヌケ〜うつトンネルを抜けた人たち〜』が選出される。
交友関係
竹熊健太郎と親交が深く、しばしば創作やネットリテラシーに関する情報交換を行っている。
師弟関係
師・小池一夫との仲は、破門された後に復縁を打診されるなど複雑である。作家として絶賛する一方で人格面では折り合いが悪く、小池が生徒相手の寸借詐欺を働いた事件についても告発漫画を描くと主張していたが小池の死去にともない今後一切、発表することはないと発言した。
その他
2021年10月27日、脳に異常を感じ、自ら救急車を呼んで搬送された。教鞭をとっている大学で授業を開始しようといつも通りパソコンを開いたが、操作の仕方が分からなくなっていたため「脳に異常が発生したのではないか」と訝しんだ。搬送先の病院で検査を行い、脳梗塞になりかけていたことが判明。更に精密検査を行うためそのまま入院。血栓が出来難くなる点滴治療を行いつつ、脳の他、臓器の検査も行ったが特に大きな異常は見つからなかった。同年11月2日に退院した。

## 作風
- デビュー当時はシュールな下ネタギャグを劇画調の絵で描いていたが、担当から「作画が時代に合ってない」と指摘されて、新しい画風を模索するうちに流行の絵ではなく「一世を風靡した諸先輩の絵柄を読者に再評価してほしい」という境地に至り、不惑を前に手塚治虫の絵柄で下ネタギャグを展開する作風を確立。さらに本宮ひろ志や藤子不二雄、永井豪、西原理恵子、水木しげる、松本零士などの絵柄を織り交ぜ、現在も下ネタ漫画で活躍している。この事から出版界などを中心とした呼称として、イタコ漫画家の異名を持つ。近年では、サラリーマン勤務経験を活かした作品も多い[20]。
- 手塚治虫の絵柄・描き文字を習得し、1997年、ビッグコミックスピリッツ増刊に『ティズニー部分』を発表。その後も小学館の青年誌を中心に、手塚パロディの読切が掲載された。1999年4月発売の『COMIC CUE Vol.SIX』（イースト・プレス）手塚治虫リミックス号（手塚プロダクションの公認）では黒男と緑郎、そして先生が、手塚女性キャラが登場するギャルゲーをプレイするというパロディ『神は天にいまし 世はすべてことも ないわきゃあない』が掲載されたことが縁で、手塚の長女である手塚るみ子との交流が始まり[21]、『田中圭一最低漫画全集 神罰』（2002年8月/イースト・プレス）の帯には「ライオンキングは許せても 田中圭一は 許せません!!」とシャレの効いた推薦文をもらうほか、るみ子の対談企画に田中がゲストとして招かれることもある[22]。
- また手塚治虫の未完作品『グリンゴ』の後日談を、手塚プロダクションの協力の下『グリンゴ2002』として『トラウママンガマガジン』第1号（英知出版、2002年6月）で発表している。バブル景気崩壊後の世相を反映させた非常にシリアスな作品であるが、『トラウママンガマガジン』自体が3号で休刊となったため世間にはほとんど認知されていない。

## 作品リスト
下記の他、「はぁとふる売国奴」などの名義でパロディを主に題材とした同人誌も制作。コミケで自ら売り子をすることもある。
- ミスターカワード
- ドクター秩父山
- 昆虫物語ピースケの冒険
- つっこみドン!!
- ドクター秩父山だっ!!
- 田中圭一最低漫画全集 神罰
  - 神罰1.1
- 死ぬかと思ったH - 林雄司との共著
- 鬼堂龍太郎・その生き様
- メカ硬派
- ヤング田中K一
  - サラリーマン田中K一がゆく!
  - マンガ家田中K一がゆく!
- Comicサイテー
- プリンセス破天荒
- 教えてっ!真夢子おね〜さん - 『サイゾー』で連載
- セクシィ古文  - 田中貴子との共著
- セクシィ川柳 - 東正秀との共著
- みなりの青春 - ドパミン（携帯サイト）で連載
- ありんす - （2011年1月号 - 2012年2月号、『コミック乱ツインズ』リイド社）
- 夢のカコレクト
- 田中圭一のペンと箸 -漫画家の好物- - インタビュー漫画。ぐるなび「みんなのごはん」にて連載、2017年に単行本化。
- うつヌケ〜うつトンネルを抜けた人たち〜 - note、及び文芸カドカワ電子版で連載。2017年1月19日にKADOKAWAより書籍化。

※第22回手塚治虫文化賞最終候補ノミネート作。
※2018年4月1日、『うつヌケ〜うつトンネルを抜けた人たち〜』が社会的注目を集め、京都精華大学の名誉を高めた功績を称え、同大学より「学長賞」を受賞。新学長に就任したウスビ・サコ学長より賞状と目録が授与された。
- Gのサムライ - （『コミック乱ツインズ』リイド社、2013年5月号 - 2015年5月号）2016年4月に単行本化[24]
- 田中圭一のゲームっぽい日常
- イかれポンチ
- さよならのお皿（2017-01-02 note ）
- 若ゲのいたり 〜ゲームクリエイターの青春〜 - インタビュー漫画。電ファミニコゲーマーにて連載[25]
- 総務部総務課山口六平太特別編「春の到来」（2018年2月10日発売、ビッグコミック4号） ※高井研一郎の絵柄をそっくりに真似た作画で新作を執筆した一話限定の特別編[26]

## その他
- 連続ドラマW『闇の伴走者』（2015年4月11日 - 5月9日、WOWOW） - 劇中漫画を担当[27]
- テレビアニメ『下ネタという概念が存在しない退屈な世界』 12話（2015年9月19日、AT-X） - エンドカード
- テレビアニメ『ヤング ブラック・ジャック』 11話（2015年12月11日、TBS） - エンドカード[28]
- テレビアニメ『BEM』 6話（2019年9月2日、テレビ東京） - エンドカード
- 株式会社山忠「ケアソク」 体験マンガ『漫画家・田中圭一氏が描く！マンガでわかる！足の世界 「あしたの、足に。」』 - 企業PR漫画（不定期連載）

## ゲームソフト
アートディンク時代には以下の2つのゲームソフトのディレクション、プロデュースも行っている。ゲーム開発経験はなかったが、タカラ時代の管理職経験を買われての起用であった。
アクアノートの休日2
1999年7月1日に発売されたプレイステーション用ソフト。1995年に発売された『アクアノートの休日』の続編。ディレクターとして参加。
建設重機喧嘩バトル ぶちギレ金剛!!
2000年6月1日に発売されたプレイステーション2用ソフト。
キャラクターデザインは本宮ひろ志で、この作品の制作過程で田中圭一は本宮の画風を習得した。プロデューサーとして参加。

## レギュラーラジオ
2014年11月より、ハピラジ!-声優・アイドル・アーティスト・漫画家・ペットの里親勝手のラジオ局にて、『 田中圭一といけながあいみのはぁとふる売国奴 in ハピラジ!』を開始。

## 出演

### 舞台
- 夜の手塚治虫〜ここでしか語れない、黒くて妖しいオサムのこと。（2018年10月12日、吉祥寺シアター） - 手塚のアシスタント・田中圭一役[30]